# Алехандро Гальвес
Алехандро Гальвес (ісп. Alejandro Gálvez, нар. 6 червня 1989, Гранада) — іспанський футболіст, центральний захисник.

## Ігрова кар'єра
Народився 6 червня 1989 року в місті Гранада. Вихованець юнацьких команд футбольних клубів «Альбасете» та «Вільярреал».
У дорослому футболі дебютував 2008 року виступами на правах оренди за команду «Онда», після чого в сезоні 2009/10 грав за третьоліговий «Віллановенсе».
2010 року перейшов до «Спортінга» (Хіхон). Протягом року грав за другу команду клубу в Сегунді Б, а в сезоні 2011/12 дебютував в іграх Ла-Ліги за головну команду «Спортінга». За результатами сезону, в якому Гальвас був гравцем ротації, команда з Хіхона втратила місце в елітному дивізіоні, утім сам захисник продовжив грати в Прімері, приєднавшись 2012 року до «Райо Вальєкано». Протягом двох наступних років був гравцем основного складу команди.
У 2014–2016 роках виступав у Німеччині за «Вердер», після чого повернувся на батьківщину, де продовжив виступати за аутсайдерів Ла-Ліги — «Ейбар», «Лас-Пальмас» та «Райо Вальєкано». Був гравцем ротації у цих командах.
Протягом 2019–2021 років виступав за «Катар СК», після чого приєднався до команди «Ібіса», представника Сегунди.